# Jacobyana
Jacobyana là một chi bọ cánh cứng trong họ Chrysomelidae.
Chi này được miêu tả khoa học năm 1926 bởi Maulik.

## Các loài
Các loài trong chi này gồm:
- Jacobyana flurinae Sprecher-Uebersax, 2002
- Jacobyana nepalica Medvedev, 1990
- Jacobyana ovata Medvedev, 2001
- Jacobyana serainae Sprecher-Uebersax, 2002